# イザベル (隔離児)
イザベル（Isabelle, 1932年4月 - ）は、6歳半頃まで部屋に母親とともに監禁されていたアメリカの少女。広い意味での野生児（人間社会から隔離された環境で育った子ども）に相当する。なお、イザベルは仮名である。

## 救出されるまで
イザベルの母親は右目の視力・聴力に障害があり、知的能力にも難があった。読み書きや話すことはできず、身振りでしか家族とも意思疎通ができなかった。22歳頃に母親は妊娠し、1932年4月にイザベルを産んだ。その後、イザベルは母親とともに日光の当たらない部屋に監禁されていた。1938年11月に母親はイザベルを連れて脱出に成功し、保護された。母親はほとんど話すことができなかったので、イザベルは生まれてから6歳半になるまで話し言葉をほとんど聞かずに育ったことになる。実際、救出された直後はイザベルは言葉を話すことも理解することもできなかった。また、日光が遮断された部屋で育ったためかくる病のように両足が曲がってしまっていた（これについてはのちに手術が行われた）。11月16日、オハイオ州の病院に収容される。警戒心が強く、牛乳とクラッカー以外は食事を受けつけなかった。

## 回復
イザベルは言葉をしゃべれなかったが、聴力検査によって彼女は正常な聴力を持っていることがわかった。心理検査では、言語に関する検査はすべてうまくいかず、3歳児程度と診断された。聴力が正常であったことが分かったため、今後イザベルを適切な環境下に置けば言語を習得できるようになる可能性がでてきた（しかし、このときはイザベルに話し言葉を教えるのは失敗に終わると予想する人が多かった）。
はじめ、イザベルに時計や指輪を見せて名前を発音してみせ模倣させようとした。イザベルは最初のうちは反応しなかったが、やがていわれた言葉を繰り返すようになり、牛乳とクラッカー以外の食事にも徐々に慣れていった。その後も言語能力は順調に回復していった。劇やパントマイム、音楽も取り入れて教えた成果もあり、翌1939年2月には簡単な文章を話すようになり、1940年6月には1500～2000もの語彙を獲得したと記録されている。当初は苦手だった数概念も理解するようになり、救出から2年経過するとイザベルはふつうに話し言葉をしゃべるようになり、正常な知的レベルに達することができた。

## 解釈
イザベルは、わずか2年間で話し言葉を習得して正常な知能を取り戻すことができ、通常の子どもが言語を習得する時期にほとんど言語に触れなかった場合でも言語を獲得できるという人間の可塑性の大きさを示した。イザベルを観察していたオハイオ州立大学のフランシス・マックスフィールドは、この事例は先天的な知的障害が無ければ幼少期に孤立した環境下におかれてもこの後の発達に恒久的な影響は及ぼさないということを示したとしている。
アメリカでは同時期に似たような境遇のアンナという少女の事例があり、よく比較の対象にされる。